# Stigmodera
Stigmodera es un género de escarabajos de la familia Buprestidae.

## Especies
- Stigmodera cancellata (Donovan, 1805)
- Stigmodera gratiosa Chevrolat, 1843
- Stigmodera hyperboreus (Heer, 1870)
- Stigmodera jacquinotii (Boisduval, 1835)
- Stigmodera macularia (Donovan, 1805)
- Stigmodera porosa Carter, 1916
- Stigmodera roei Saunders, 1868
- Stigmodera sanguinosa Hope, 1846